# Caridade do Piauí
Caridade do Piauí är en kommun i Brasilien.   Den ligger i delstaten Piauí, i den östra delen av landet, 1 200 km nordost om huvudstaden Brasília. Antalet invånare är 4 825.
Omgivningarna runt Caridade do Piauí är huvudsakligen savann. Runt Caridade do Piauí är det mycket glesbefolkat, med 5 invånare per kvadratkilometer.